# Populus gamblei
Populus gamblei är en videväxtart som beskrevs av Dode. Populus gamblei ingår i släktet popplar, och familjen videväxter. Inga underarter finns listade i Catalogue of Life.